# Bügelfibel von Himlingøje
Die Bügelfibel von Himlingøje (Himlingøje I oder Himlingøje-fibula 1) ist eine Bügelfibel mit Runeninschrift, gefunden bei Himlingøje Sogn auf Seeland in Dänemark. Sie befindet sich heute im Nationalmuseum in Kopenhagen (Inv.-Nr. 3506).

## Beschreibung
Die 10,2 cm lange Gewandschließe ist mit vergoldetem Silberpressblech, profilierten Silberstiften und einer blauen Glaseinlage verkleidet. Die üblicherweise auf dem Bügel befindliche Scheibe fehlt. Die Nadel zählt zu den Bügelfibeln vom „Typ Mackeprang IX“, die aus einer halbrunden Kopfplatte, einem bandförmigen Bügel mit zwei markanten Knicken, einer mittig aufgesetzten runden oder ovalen Scheibe und einer rhombischen Fußplatte bestehen. Die 7 bis 12 mm hohe verdeckte Inschrift auf der Rückseite der rhombischen Fußplatte folgt der Längsrichtung der Platte.
Die Fibel gehört zur Gruppe der Prachtfibeln und ist typologisch vergleichbar mit dem schwedischen Fund von Gårdlösa (Inschrift: widuhudar) und der dänischen Rosettenfibel Himlingøje II (Inschrift: widuhudar).
Die Frau, der die Prachtfibel beigegeben wurde, gehörte zweifellos der Oberschicht an, doch ist die weitere Grabausstattung unbekannt. Das Gräberfeld von Himlingøje war im frühen 3. Jahrhundert n. Chr. das bedeutendste auf Seeland, wie die zahlreichen reich ausgestatteten Gräber zeigen. Sie deuten auf ein in der Nähe befindliches Machtzentrum mit einem Zenit im frühen 3. Jahrhundert hin, das jedoch bis heute nicht lokalisiert werden konnte. Im Laufe des 3. Jahrhunderts fand eine Machtverlagerung nach Gudme auf Fünen statt.

## Fundkontext
Das Gräberfeld von Himlingøje stammt aus dem frühen 3. Jahrhundert und befindet sich nahe dem Öresund. Ab dem Jahre 1829 kamen beim Kiesabbau zahlreiche Lesefunde in einem natürlichen Hügel (Baunehøj) im Areal des Gräberfelds zutage, darunter die im Jahr 1835 gefundene runenbeschriftete Fibel. Die Lesefunde gehörten wahrscheinlich zu fünf Gräbern.
16 dänische Kleinfunde sind mit Runen beschriftet. Die 13 gut bestimmbaren Bügelfibeln vom Typ Mackeprang IX verteilen sich auf Dänemark, Südschweden und Norwegen. Die Fibel mit der Inschrift „Hariso“ ist typologisch dem Zeitraum vom frühen 3. bis zum frühen 4. Jahrhundert n. Chr. zuzuweisen. Untersuchungen zu Perldraht- und Pressblechvorkommen in eisenzeitlichen Mooropfern Südskandinaviens deuten auf eine Datierung in die erste Hälfte des 3. Jahrhunderts.
Bei der Betrachtung der 16 dänischen Kleinfunde fällt auf, dass eine Reihe von runenbeschrifteten Gegenständen erst in der 2. Hälfte des 20. Jahrhunderts entdeckt wurden. Im Zentrum der archäologischen Betrachtungen stehen die sechs Prachtfibeln aus Frauengräbern des frühen 3. Jahrhunderts n. Chr. (Himlingøje I, Himlingøje II, Nøvling, Næsbjerg, Skovgårde und Værløse), deren Bedeutung in der abschließenden Publikation des Gräberfeldes von Himlingøje erneut unterstrichen wurde.